# Cernia odontias
Cernia odontias là một loài bướm đêm trong họ Geometridae.